# Omar Ibn Al-Chattab-moskee (Doha)
De Omar bin Al-Khattab-moskee is een moskee in Doha, de hoofdstad van Qatar. Het is de moskee van waaruit Qatar TV elke vrijdag het vrijdaggebed live uitzendt en waar de Egyptenaar Yusuf al-Qaradawi wekelijks de vrijdagpreek hield.